# مجموعه ورزشی منطقه‌ای صحار
مجموعه ورزشی منطقه‌ای صحار ورزشگاهی چندمنظوره در صحار، عمان می‌باشد. امروزه از آن بیشتر برای برپایی مسابقه‌های فوتبال و به عنوان ورزشگاه خانگی باشگاه فوتبال صحار استفاده می‌شود. این ورزشگاه گنجایش ۱۹۰۰۰ نفر تماشاچی را دارد.